# Středoškolská odborná činnost
Středoškolská odborná činnost (zkratka SOČ) je celostátní soutěž odborných prací talentovaných studentů českých (do roku 1993 československých) středních škol, pořádaná každoročně od roku 1978. Oficiálním vyhlašovatelem soutěže je Ministerstvo školství, mládeže a tělovýchovy České republiky. 

## Organizace soutěže
Organizátoři zajišťující průběh soutěže se v průběhu let měnili. Současným organizátorem a finančním donátorem je Národní pedagogický institut ČR.
| Ročník (rok) | Ročník (rok) | Organizátor                           |
| od           | do           | Organizátor                           |
| ------------ | ------------ | ------------------------------------- |
|              | 35. (2013)   | Národní institut dětí a mládeže       |
| 36. (2014)   | 41. (2019)   | Národní institut pro další vzdělávání |
| 42. (2020)   | dosud        | Národní pedagogický institut ČR       |

## Průběh soutěže
Soutěž je vícekolová. Studenti přihlašují své práce (v technických oborech se jedná často o výrobky, v ostatních oborech o písemné práce řešící určitý problém) nejprve do školního kola. Nejlepší práce ze školního kola postupují do kola okresního, dále do kola krajského a nakonec na celostátní přehlídku.
V případě nízkého počtu prací v některém z oborů může být jedno či více kol vynecháno. Práce však vždy musí projít nejméně jedním kolem (např. krajským), než se dostane na celostátní přehlídku.
V každém kole nejprve student prezentuje svou práci, následně odpovídá na otázky poroty. Práce má svého vedoucího, většinou vyučujícího ze školy, kterou soutěžící student studuje. Vedoucí práce se obhajoby aktivně neúčastní. Porota je tvořena vyučujícími středních a vysokých škol a odborníky z praxe, v celostátním kole má vždy nejméně pět členů.

## Soutěžní obory
V současné době se soutěží v osmnácti oborech, od technických až po humanitní:
1. Matematika a statistika
2. Fyzika
3. Chemie
4. Biologie, geografie a geologie
5. Molekulární biologie
6. Zdravotnictví
7. Zemědělství, potravinářství, lesní a vodní hospodářství
8. Ochrana a tvorba životního prostředí
9. Strojírenství, hutnictví a doprava
10. Elektrotechnika, elektronika a telekomunikace
11. Stavebnictví, architektura a design interiérů
12. Tvorba učebních pomůcek, didaktická technologie
13. Ekonomika a řízení
14. Pedagogika, psychologie, sociologie a problematika volného času
15. Teorie kultury, umění a umělecké tvorby
16. Historie
17. Filozofie, politologie a ostatní humanitní a společenskovědní obory
18. Informatika

## Místa konání celostátních přehlídek
| Ročník | Školní rok | Místo konání                                                                      |
| ------ | ---------- | --------------------------------------------------------------------------------- |
| 1.     | 1978/79    | školy Okres Nový Jičín                                                            |
| 2.     | 1979/80    | Banská Bystrica                                                                   |
| 3.     | 1980/81    | Znojmo                                                                            |
| 4.     | 1981/82    | Trenčín                                                                           |
| 5.     | 1982/83    | Kroměříž                                                                          |
| 6.     | 1983/84    | Nitra                                                                             |
| 7.     | 1984/85    | Olomouc                                                                           |
| 8.     | 1985/86    | Žilina                                                                            |
| 9.     | 1986/87    | Ústí nad Labem                                                                    |
| 10.    | 1987/88    | Prešov                                                                            |
| 11.    | 1988/89    | Gottwaldov                                                                        |
| 12.    | 1989/90    | Stará Turá                                                                        |
| 13.    | 1990/91    | Pardubice                                                                         |
| 14.    | 1991/92    | Tvrdošín                                                                          |
| 15.    | 1992/93    | Jihlava                                                                           |
| 16.    | 1993/94    | Břeclav                                                                           |
| 17.    | 1994/95    | Lipník nad Bečvou                                                                 |
| 18.    | 1995/96    | Plzeň                                                                             |
| 19.    | 1996/97    | Hradec Králové                                                                    |
| 20.    | 1997/98    | Boskovice                                                                         |
| 21.    | 1998/99    | Sokolov                                                                           |
| 22.    | 1999/2000  | Rožnov pod Radhoštěm                                                              |
| 23.    | 2000/01    | Brno                                                                              |
| 24.    | 2001/02    | Holešov                                                                           |
| 25.    | 2002/03    | Kadaň                                                                             |
| 26.    | 2003/04    | Tábor                                                                             |
| 27.    | 2004/05    | Opava                                                                             |
| 28.    | 2005/06    | Karlovy Vary                                                                      |
| 29.    | 2006/07    | Prostějov                                                                         |
| 30.    | 2007/08    | Varnsdorf                                                                         |
| 31.    | 2008/09    | Dvůr Králové                                                                      |
| 32.    | 2009/10    | Chrudim                                                                           |
| 33.    | 2010/11    | Sezimovo Ústí                                                                     |
| 34.    | 2011/12    | Kutná Hora                                                                        |
| 35.    | 2012/13    | Brno                                                                              |
| 36.    | 2013/14    | Plzeň                                                                             |
| 37.    | 2014/15    | Praha                                                                             |
| 38.    | 2015/16    | Hradec Králové                                                                    |
| 39.    | 2016/17    | Boskovice                                                                         |
| 40.    | 2017/18    | Olomouc                                                                           |
| 41.    | 2018/19    | Opava                                                                             |
| 42.    | 2019/20    | Most – z důvodu pandemie covidu-19 proběhlo online                                |
| 43.    | 2020/21    | Kutná Hora – z důvodu pandemie covidu-19 proběhlo online, za přispění VŠE v Praze |
| 45.    | 2022/23    | Plzeň                                                                             |
| 46.    | 2023/24    | Pardubice                                                                         |
| 47.    | 2024/25    | Teplice                                                                           |

## Organizace soutěže
Hlavním garantem SOČ je Národní institut pro další vzdělávání Ministerstva školství, mládeže a tělovýchovy v Praze. Soutěž po celý rok řídí Ústřední komise SOČ. Ústřední porota je složena z předsedů 18 odborných porot a každoročně odborně hodnotí celostátní přehlídku. Obdobně pracují krajské a okresní komise SOČ. Na každé střední škole má být ředitelem pověřený garant SOČ, který metodicky a odborně pomáhá studentům své školy. Vedle učitelů velmi účinně pomáhají SOČ i vědečtí pracovníci z vědeckých ústavů či vysokých škol.

## Navazující akce
Ústřední komise SOČ je vrcholným orgánem SOČ, který schvaluje a navrhuje všechny navazující nominace na další ocenění v rámci České republiky i vysílání úspěšných účastníků na mezinárodní soutěže a akce (např. Intel ISEF v USA), jež zajišťuje Národní institut dětí a mládeže ve spolupráci s ministerstvem.
Od roku 1992 soutěži SOČ aktivně napomáhá i Nadační fond Jaroslava Heyrovského (do roku 1998 působící pod názvem Nadace Jaroslava Heyrovského).
Kromě samotné soutěže SOČ se pro talentované studenty pořádají rozmanité doplňkové akce, z nichž řadu má na svědomí brněnské Sdružení na podporu talentované mládeže:
- Letní škola mladých vědců (týdenní prázdninový blok seminářů a workshopů)
- podzimní Seminář řešitelů (čtyřdenní blok seminářů a workshopů)
- nominace nejtalentovanějších řešitelů SOČ do soutěže České hlavičky